# Guvernul Manolache Costache Epureanu (Iași) - 1
Guvernul Manolache Costache Epureanu (Iași) - 1 a fost un consiliu de miniștri care a guvernat Principatul Moldovei în perioada 27 aprilie - 10 noiembrie 1859, după Mica Unire, dar înainte de unirea administrativă a Principatelor Române.

## Componență
- Președintele Consiliului de Miniștri

Manolache Costache Epureanu (27 aprilie - 10 noiembrie 1859)
- Ministrul de interne

Lascăr Catargiu (27 aprilie - 10 noiembrie 1859)
- Ministrul de externe

Vasile Alecsandri (27 aprilie - 10 noiembrie 1859)
- Ministrul finanțelor

ad-int. Manolache Costache Epureanu (27 aprilie - 4 mai 1859)
Sebastian Cănănău (4 mai - 30 iulie 1859)
ad-int. Manolache Costache Epureanu (30 iulie - 29 august 1859)
Dimitrie Sc. Miclescu (29 august - 10 noiembrie 1859)
- Ministrul justiției

Manolache Costache Epureanu (27 aprilie - 10 noiembrie 1859)
- Ministrul cultelor

Alexandru Teriachiu (27 aprilie - 10 noiembrie 1859)
- Ministrul de război

General Constantin Milicescu (27 aprilie - 27 mai 1859)
Colonel Gheorghe Adrian (27 mai - 10 noiembrie 1859)
- Ministrul lucrărilor publice

Panait Donici (27 aprilie - 10 noiembrie 1859)

## Articole conexe
- Guvernul Manolache Costache Epureanu (Iași) - 1
- Guvernul Manolache Costache Epureanu (Iași) - 2
- Guvernul Manolache Costache Epureanu (1)
- Guvernul Manolache Costache Epureanu (2)

## Sursă
- Stelian Neagoe - "Istoria guvernelor României de la începuturi - 1859 până în zilele noastre - 1995" (Ed. Machiavelli, București, 1995)

| Precedat(ă) de: Guvernul Ion Ghica (Iași) | Guvernul Manolache Costache Epureanu (Iași) - 1 27 aprilie - 10 noiembrie 1859 | Succedat(ă) de: Guvernul Manolache Costache Epureanu (Iași) - 2 |